# أرني شيفرز
أرني شيفرز (بالإنجليزية: Earnie Shavers)‏ (31 أغسطس 1944 - 1 سبتمبر 2022)، هو ملاكم أمريكي يصنف ضمن فئة الوزن الثقيل. وُلد في إكليل زهور، ألاباما، الولايات المتحدة.

## إحصائيات
خاض خلال مسيرته 89 نزالا، فاز في 74 وتعادل في 1 وخسر في 14. فاز بالضربة القاضية في 68 نزالا.

## روابط خارجية
- أرني شيفرز على موقع بوكس ريك (الإنجليزية) (registration required)